# Kapfenberg Bulls (hockey sur glace)
Le Kapfenberg Bulls est un club de hockey sur glace de Kapfenberg en Autriche. Il évolue en Nationalliga, le deuxième échelon autrichien.

## Historique
En 2002 est créé le club des KSV Ice Stars. En 2005, il est renommé KSV Ice Tigers. Mais en 2009, le club disparaît et un nouveau club lié à l'équipe de basket-ball, le Superfund Bulls Kapfenberg est créé.

## Palmarès
- Aucun titre.